# Пригожин Євген Вікторович
Євгéній Ві́кторович Пригожин, рос. Евгений Викторович Пригожин (1 червня 1961 , Ленінград  — 23 серпня 2023 , Куженкіно, Тверська область ) — російський воєнний злочинець, олігарх, ресторатор, власник кейтерингового бізнесу та ПВК «Вагнер». Найбільш відомий тим, що очолив спробу військового перевороту в РФ 24 червня 2023 року з боку ПВК «Вагнер».
Вважався одним із близьких осіб Володимира Путіна, одна з ключових фігур в російсько-українській інформаційній війні: засновник фабрики тролів з Ольгіного. 2016 року посідав 106 місце в РФ за оцінкою статків у 7,14 млрд руб.

## Життєпис
Народився та виріс у сім'ї Віолетти Пригожиної. Його батько рано помер, тому мати підтримувала його та його хвору бабусю, працюючи в місцевій лікарні. Його батько і вітчим були єврейського походження.
У 1977 році закінчив спортивну школу-інтернат № 62. Займався лижними перегонами, до яких його привчив вітчим — інструктор з лижного спорту Самуїл Жаркой.
29 листопада 1979 року засуджений до умовного терміну за крадіжку (стаття 144 КК РРФСР), у 1981 році — до 12 років позбавлення волі за розбій та шахрайство (ст. 146 і 147). Звільнений достроково після 9 років відбуття покарання.
Завершив навчання у Санкт-Петербурзькій державній хіміко-фармацевтичній академії за фахом «провізор-фармацевт».
У 1990 році організував у Ленінграді мережу з продажу хот-догів. З 1995 р. відкрив декілька магазинів та ресторанів у Санкт-Петербурзі. З 2000-х років брав участь у будівельних проєктах. Пригожина називають «кухарем Путіна» через великий бізнес у сфері харчування, який заробляє на державних підрядах.
Фігурант бази даних центру «Миротворець».

### Неофіційна версія: Вбивство
Американське видання «The Wall Street Journal», посилаючись на свої розмови з представниками західних і російських спецслужб, а також з колишніми чиновниками Кремля повідомило наступне. За їх даними вбивство Є.Пригожина готувалося два місяці та було схвалено найстарішим союзником і довіреною особою диктатора РФ В.Путіна, а саме колишнього офіцера КДБ М.Патрушевим, це стверджують західні розвідники та колишній російський офіцер розвідки.
На початку серпня 2023 року, коли більша частина Москви пішла у відпустку, М.Патрушев який є секретарем Ради Безпеки РФ у своєму кабінеті в центрі Москви віддав наказ своєму помічникові розпочинати підготовку операції з ліквідації Є.Пригожина, це розповів колишній російський розвідник. Пізніше В.Путіну показали плани, і він не заперечував, стверджують західні спецслужби.
Також видання пише, що наприкінці серпня 2023 року на злітній смузі московського аеропорту Пригожин чекав на своєму літаку Embraer Legacy 600 на завершення перевірки безпеки перед зльотом. Він прямував додому в Санкт-Петербург з 9 іншими людьми на борту. Через затримку ніхто в салоні літака не помітив невеликий вибуховий пристрій під крилом. Коли літак нарешті злетів, він близько 30 хвилин піднімався на висоту 28 000 футів, перш ніж крило розірвалося, і літак по спіралі впав на землю. Всі 10 осіб загинули.
Через кілька годин після інциденту європеєць, який займався збором розвідувальної інформації й підтримував таємний канал зв'язку з Кремлем, побачивши новини про катастрофу, запитав тамтешнього чиновника про те, що сталося. «Його треба було прибрати», — без вагань відповів кремлівський чиновник.

### Офіційна версія
За даними МНС Росії Пригожин загинув в авікатастрофі 23 серпня 2023 року під час рейсу Москва — Санкт-Петербург під селом Куженкіно Тверської області Росії. Повідомляється, що усі 10 осіб (7 пасажирів і 3 члени екіпажу), присутніх на борту бізнес-літака Embraer Legacy 600 — загинули. Серед них, за повідомленням російського державного інформаційного агентства ТАРС, серед пасажирів також числився сам Пригожин.
За повідомленнями Telegram-каналу, пов'язаному з Євгеном Пригожиним, літак ватажка ПВК «Вагнер» був збитий силами російської протиповітряної оборони над Тверською областю.
27 серпня 2023 року слідчий комітет Росії завершив проведення молекулярно-генетичних експертиз та офіційно підтвердив загибель очільника ПВК «Вагнер» Євгена Пригожина.

## Медіаоцінки
За даними «Росбізнесконсалтинг» (РБК), міг
стояти за створенням і фінансуванням одного з найбільших в Росії медіахолдингів, найбільшим проєктом якого є «Фабрика медіа». До лютого 2017 років її щомісячна аудиторія досягла 36 млн відвідувачів, що перевищує показники «РИА Новости» і «Комсомольская правда».

## ПВК «Вагнер»
За твердженням «Фонтанка.ру», пов'язаний із керівником приватної військової компанії (ПВК) Вагнера Дмитром Уткіним, серед оточення якого був виявлений голова служби безпеки однієї з фірм Пригожина.
14 серпня 2022 року, після обстрілу місця базування ПВК в Попасній, з'явилася непідтверджена інформація про поранення Пригожина, яку згодом Пригожин заперечив.
14 вересня 2022 року в мережі з'явилося відео із російської виправної колонії, де людина, названа пресслужбою бізнесмена «надзвичайно схожою на Пригожина», вербує злочинців на війну в Україні у складі групи Вагнера. Наступного дня Пригожин підтвердив, що ПВК воює на Бахмутському напрямку, та заявив, що вважає вербування в'язнів засобом незалучення до бойових дій цивільних росіян.
23 вересня 2022 року, після оголошення в Росії мобілізації, пресслужба пригожинської компанії «Конкорд» повідомила, що, за словами Пригожина, його син Павло через місяць після проходження строкової служби поїхав на війну в Сирію і відтоді «постійно перебував і перебуває в гарячих точках у складі ПВК Вагнера» та нагороджений «Чорним хрестом».
24 вересня 2022 року приїхав у Волгоград на поховання одного з найманців ПВК Олексія Нагіна, в музеї «Сталінградська» з трьома відзнаками на грудях — героя РФ, «ЛНР» і «ДНР».
26 вересня 2022 року Пригожин визнав свою причетність до створення ПВК Вагнера: пресслужба компанії  «Конкорд» опублікувала його розповідь про створення організації навесні 2014 року, «коли почався геноцид російського населення Донбасу». За словами Пригожина, «група патріотів», яка згодом отримала назву «батальйонно-тактична група Вагнера», створена 1 травня 2014 року. За словами Пригожина, виключно завдяки найманцям «Вагнера» було захоплено луганський аеропорт та багато інших територій, «змінилася доля ЛНР та ДНР»; за твердженням Пригожина, вагнерівці «захищали сирійський народ, інші народи арабських країн, знедолених африканців та латиноамериканців» — і «стали однією з опор» Росії.
3 лютого 2023 року Офіс Генпрокурора України повідомив Пригожину про підозру. Керівнику військового угрупування «Вагнер» інкриміновані посягання на територіальну цілісність і недоторканість України та ведення агресивної війни (ч. 3 ст. 110, ч. 2 ст. 28 ч. 2 ст. 437 КК України).

## Розшук

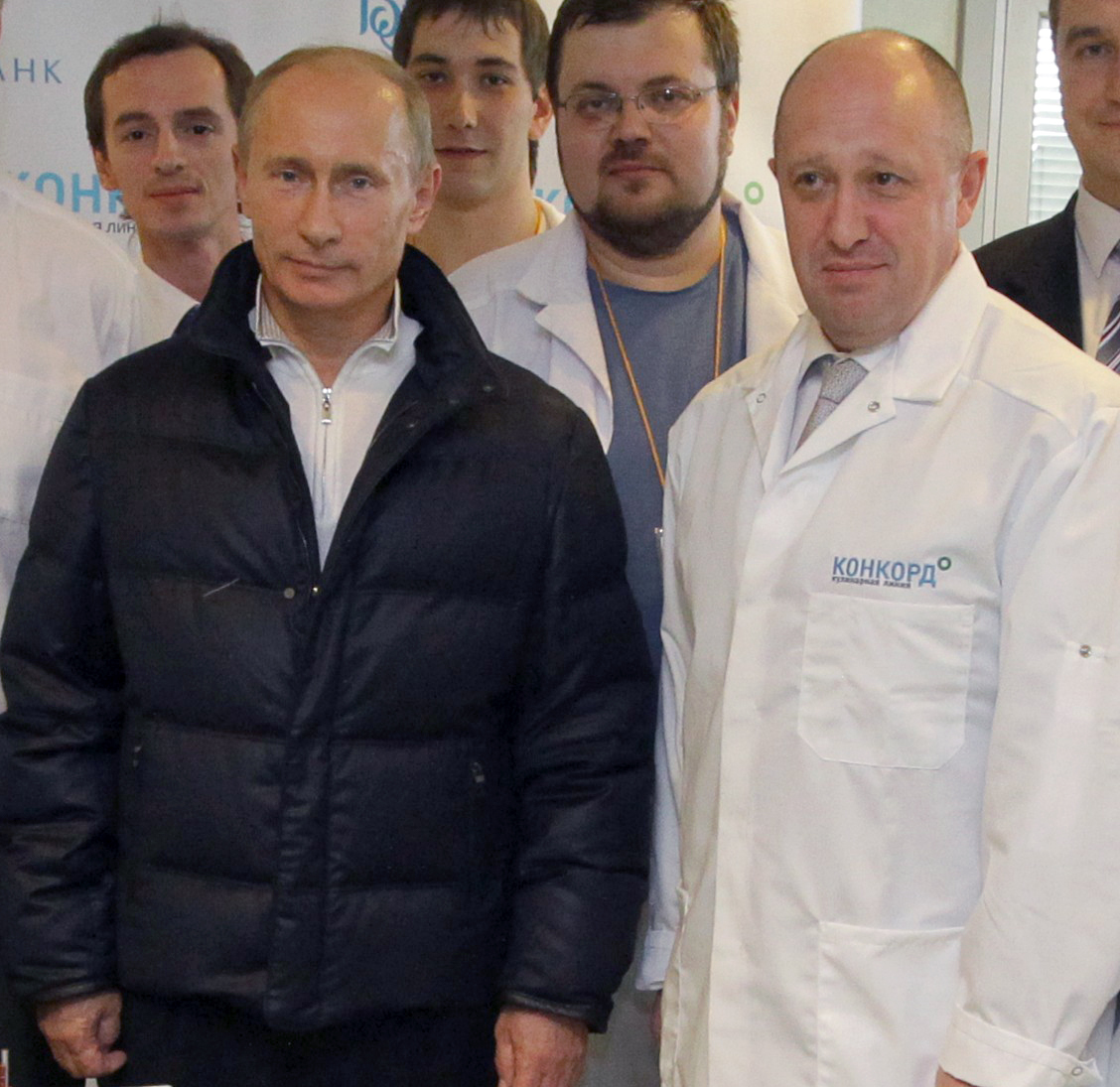
Володимир Путін і Євген Пригожин (2010)

Як засновник так званого «Агентства Інтернет-Досліджень», більш відомого з 2014 року в інформаційній війні проти України як «Тролі з Ольгіна», потрапив під увагу Уряду США, з обвинуваченням щодо втручання у виборчий процес та роботу Федеральної виборчої комісії США на виборах 2014—2018 року. У розшуковому зверненні також наголошується, що задля засобів впливу в соціальних мережах, ним було придбано місцевий простір комп'ютерних серверів США, створення численних фіктивних облікових записів із використанням реальних украдених ідентифікаційних даних громадян США — з метою втручання в політичну систему США, включаючи президентські вибори 2016 року.
У лютому 2018 року Окружний суд округу Колумбія (США) видав ордер на арешт Пригожина. Влітку 2020 ФБР оголосило Пригожина в розшук, а в лютому 2021 року — пообіцяло нагороду в розмірі 250 тис. доларів США за інформацію, яка допоможе його арешту. У листопаді 2022 року, коли російські ЗМІ опублікували «новину» (яку підхопили українські ЗМІ) про розшук Пригожина Федеральним бюро розслідувань США за підозрою у втручанні його Агентства інтернет-досліджень в американські вибори та інші політичні процеси протягом 2014—2018 року, пресслужба пригожинської компанії «Конкорд» повідомила: бізнесмен зазначив, що затримати його дуже просто — він перебуває «або на роботі, або на Донбасі, або на зоні».

## Санкції
21 квітня 2022 року ЄС запровадив проти Пригожина персональні санкції за роль у підриві територіальної цілісності України.
3 березня 2022 року Євгена Вікторовича Пригожина додано до санкційного списку США.
16 березня 2022 року до санкційного списку Канади.
3 березня 2022 року до санкційного списку Японії.
19 жовтня 2022 року доданий до санкційного списку України.

## Політичні амбіції
Активне використання групи Вагнера в Україні та вихід Пригожина в публічну площину аналітики оцінюють як намагання «сірого кардинала» наростити свою політичну вагу. За даними Ради нацбезпеки США, Пригожин в Україні на ПВК «Вагнер» щомісячно витрачає понад 100 млн дол., посилюючи роль найманців у війні. Серед іншого, в умовах санкційного тиску на Росію Пригожин перебрав на себе функції міноборони щодо постачання іноземних озброєнь і техніки.
24 грудня 2022 року Пригожин на похоронах найманця групи «Вагнер» у Санкт-Петербурзі заявив, що уряд повинен націоналізувати майно «неблагонадійних» олігархів на користь приватних військових компаній, які воюють в Україні.

## Заколот Пригожина в РФ
23 червня 2023 року Володимир Путін виступив із відеозверненням до росіян, під час якого закликав зупинити збройний заколот, який він вважає ударом у спину. Главу ПВК «Вагнер» міжнародного терориста Євгєнія Пригожина він назвав зрадником. При цьому Путін жодного разу не назвав прізвище свого «кухаря».

24 червня 2023 року Євген Пригожин ввечері вирішив зупинити просування своїх найманців у бік Москви і вжити заходів щодо деескалації напруги. Про це йдеться в його офіційній заяві:
Зараз наступив той момент, коли кров може пролитися. Розуміючи всю відповідальність за те, що буде пролито російську кров з однієї зі сторін, ми розвертаємо свої колони і йдемо у зворотному напрямку, у польові табори згідно з планом.
24 червня, вночі. бійці ПВК «Вагнер» увійшли до Ростова-на-Дону і блокували ключові об'єкти в місті, включно зі штабом Південного військового округу.
Вдень влада Воронезької області повідомила про рух техніки федеральною автомагістраллю М4 «Дон» у бік Воронежа. У телеграм-каналах тим часом з'являлася інформація про бої між «ПВК Вагнера» і Міноборони у Воронезькій області. Трохи пізніше колону ПВК «Вагнер», що рухається трасою М4 у бік Москви, помітили в Липецькій області.
24 червня, ввечері, президент Республіки Білорусь Олександр Лукашенко за погодженням із Володимиром Путіним провів переговори з Пригожиним, про що повідомила пресслужба білоруського президента. Пригожин, як стверджується, прийняв пропозицію Лукашенка про зупинку руху колони ПВК Вагнера територією Росії та «подальші кроки з деескалації напруги». Трохи пізніше Пригожин заявив, що найманці, не доходячи 200 км до Москви, «розвертають свої колони» і «йдуть у зворотному напрямку в польові табори згідно з планом». За результатами угоди Пригожин повинен відправитися до Білорусі, а порушену кримінальну справу стосовно нього за Статтею 279 («Збройний заколот») КК РФ буде припинено.
27 червня Пригожин прибув до Білорусі. За словами міністра оборони РБ Віктора Хреніна, такий «вагнерівський» підрозділ у білоруській армії не завадив би.
29 червня Голова Головного управління розвідки України Кирило Буданов заявив про те, що ФСБ отримала наказ убити Пригожина. Президент Білорусії Олександр Лукашенко, навпаки, впевнений, що Путін не має наміру «мочити» Пригожина.
29 червня 2023 року повідомляють, що Путін наче зустрівся з Пригожиним та 35 командирами ПВК «Вагнер», виклав свою думку щодо заколоту, дав оцінку бойовим діям компанії на фронті та вислухав пояснення командирів щодо подій, що відбулися, запропонував їм подальші можливості працевлаштування.

## Сім'я
В одному з інтерв'ю Пригожина від 2018 року, його батько рано помер. Мати — Пригожина Віолетта Кіровна працювала в лікарні «не на керівних посадах».
Рідний брат діда Пригожина — Юхим Ілліч Пригожин, учений.
Євген Пригожин одружений. У сім'ї діти: син Павло, дочки Поліна та Вероніка.
Пригожин Павло Євгенович володіє п'ятьма компаніями, що раніше належали його матері Любові Валентинівні Пригожиній: ТОВ «Бета», «Турстатус», ТОВ «Лахта Парк Преміум», ТОВ «Лахта Парк» і ТОВ «Лахта Плаза».
За заявою Євгена Пригожина, його син Павло пройшов строкову службу в російській армії, а за місяць після її закінчення вирушив до Сирії у складі приватної військової компанії Вагнера, у якій перебував станом на вересень 2022 року. Усі члени сім'ї Пригожиних є підсанкційними особами різних країн.